# Sepioteuthis lessoniana
El calamar de arrecifes o calamar ovalado (Sepioteuthis lessoniana) es una especie de importancia comercial de loligínido. Es una de las tres especies actualmente reconocidas pertenecientes al género Sepioteuthis. Los estudios realizados en 1993, sin embargo, han indicado que los calamares de arrecifes pueden comprender un complejo de especies crípticas. La especie es probable que incluya varias especies muy similares y estrechamente relacionados.
Se caracterizan por una gran aleta de óvalo que se extiende a lo largo de los márgenes de su manto, dándoles una similitud superficial con la sepia. Son pequeñas y calamares medianos, con un promedio de 3,8 a 33 cm de longitud. Exhiben muestra de apareamiento elaborados y generalmente desovan en mayo, pero pueden variar según la ubicación. Las paralarvas parecen adultos en miniatura y son notables para los que ya tienen la capacidad de cambiar la coloración cuerpo sobre la eclosión. Calamares arrecifes Bigfin tienen las tasas de crecimiento más rápido registrado de cualquier gran invertebrado marino, llegando a 600 g (1,3 libras) en sólo cuatro meses. Son una especie de vida corta, con una vida útil máxima registrada de 315 días.
La dieta de calamares arrecifes Bigfin comprende principalmente crustáceos y peces pequeños. Se encuentran en las aguas templadas y tropicales del Pacífico e Índico, y recientemente se han introducido en el Mediterráneo como migrante lessepsiana. Se encuentran comúnmente cerca de la costa, cerca de las rocas y arrecifes de coral. Se pescan en grandes cantidades para la alimentación humana en Asia. Debido a su rápida tasa de crecimiento, vida corta, y la tolerancia a la manipulación y el cautiverio, calamares arrecifes Bigfin son considerados como una de las especies más prometedoras para la maricultura. También son una fuente valiosa de axones gigantes para la investigación médica.

## Taxonomía y nomenclatura
También se conoce como calamar del norte de Australia y Nueva Zelanda, para distinguirlos de los calamares sur de arrecife (o calamar sur), Sepioteuthis australis [5] [6] Otros nombres comunes incluyen el calamar de ojos verdes en Inglés, koonthal en malayalam, oosi kanava en Tamil, [7] calmar tonnelet en francés, calamar manopla en castellano, [8] Großflossen-Riffkalmar en alemán, [9] mu he`e en hawaiano, 莱 氏 拟 乌贼 en chino, [10] torak en Malasia, [11] ア オ リ イ カ (Aori-ika) en japonés, [12] y kinn lun en birmano. [13]
Sepioteuthis lessoniana es una de las tres especies reconocidas actualmente clasificados bajo el género de la familia Sepioteuthis calamar lápiz, Loliginidae. Pertenece al suborden myopsina del orden calamares Teuthida [14] Sepioteuthis significa literalmente 'calamares sepia ", del griego:.. Σηπία (sepia," sepia ") y τευθίς (Teutis," calamares ") [15]
Fue descrita por primera vez por el naturalista francés André Étienne d'Audebert de Férussac y el nombre de René Primevère Lección. El espécimen tipo fue recogido por la lección de la costa de Nueva Guinea durante el viaje circunnavegacional de la corbeta francesa La Coquille (1822 hasta 1825), bajo el mando de Luis Isidoro Duperrey. [16] Otras numerosas especies de Sepioteuthis fueron descritos desde el Pacífico y Índico a finales del siglo XIX y principios del siglo XX. En 1939 el malacólogo belga William Adam examinó las muestras de Sepioteuthis recuperados del Pacífico occidental tropical. Él synonymised las doce especies entonces considerado válido bajo Sepioteuthis lessoniana. [17]
Un estudio realizado en 1993 por Segawa et al. reveló que la población de S. lessoniana en Okinawa en realidad puede estar compuesto de tres especies distintas. [18] Esto se confirmó en los estudios genéticos por Izuka et al. en 1994. Triantafillos y Adams en 2005 también demostraron que S. lessoniana en Shark Bay, Australia se compone de dos especies. [5] Estos hallazgos indican que S. lessoniana puede comprender realmente varias especies muy similares y estrechamente relacionados. Se cree ahora que S. lessoniana es una especie críptica complejos. [14] [17] [19]
Descripción
Al igual que otros miembros del género Sepioteuthis, calamares arrecifes Bigfin son fáciles de distinguir de otros calamares en que poseen aletas ovales gruesas y musculosas que se extienden alrededor de casi todo el manto. [20] [21] Las aletas se extienden alrededor del 83 al 97% de la longitud del manto y son 67 a 70% de la longitud del manto de ancho. [22] [23] Debido a estas aletas, calamares arrecifes Bigfin a veces son confundidos con sepia, [24] un hecho reflejado por sus nombres científicos. Una línea azul o blanco estrecha es visible en el punto de unión de las aletas al manto. [8] Una cresta carnosa también está presente en donde las aletas se encuentran en la parte posterior del calamar. [23]
Los mantos de calamares arrecifes Bigfin son cilíndricos y va disminuyendo hasta un cono romo en la parte posterior. El manto es normalmente de 4 a 33 cm de largo en el macho y 38 a 256 mm de largo en la hembra. [19] [25] Ambos sexos pueden alcanzar una longitud máxima manto de 38 cm (15 in). [1] [8] Los machos adultos pesan 403,5 a 1.415 g (0,890 a 3,120 libras), mientras que las hembras adultas son 165 a 1.046 g (0,364 a 2,306 libras). [19] Ambos sexos pueden alcanzar un peso máximo documentado de 1,8 kg (4,0 lb). [1] [8] El margen delantero del manto en el lado ventral es cóncava. [23]
Sus ojos son grandes y cubierto totalmente por una córnea secundaria transparente. [26] Ellos son verdosas en la base. [27] Un par de rebordes prominentes (crestas olfativas) están presentes en la superficie ventral de la cabeza en el borde trasero de la los ojos. [22] [23] El área de la boca con el apoyo de siete aletas triangulares (orejeras bucal), cada uno con 0 a 7 lechones de menos de 0,2 mm de diámetro y de 18 a 25 dientes. Los picos fuertes, curvas y cortas (rostra) son en su mayoría negro al marrón oscuro. El radula tiene siete filas de dientes. [26]
Gladius de S. lessoniana
Los espermatóforos de los varones son alrededor de 4,5 mm (0,18 pulgadas) de largo y 0,15 mm de ancho. El saco de tinta es en forma de pera, con una capa exterior azul-verde plateado. La paleta del gladius (los restos internas rígidas de la concha de moluscos) es de forma ovalada y señaló en ambos extremos (lanceoladas). Cuenta con una nervadura central ancha (raquis). [26] [27]
Los ocho brazos son gruesos, se estrecha a un punto estrecho. Ellos son desiguales en longitud, con par de brazos que la más corta, seguida de par brazo II y IV par brazo, y un par III el más largo brazo. [27] Todos ellos poseen dos filas de ventosas. Cada lechón tiene un diámetro de menos de 2 mm (0,08 in), disminuyendo en sentido distal, y un anillo de 17 a 28 dientes agudos afilados. El brazo izquierdo de par IV en los machos se modifica en un órgano sexual conocido como el hectocótilo. Llevan protuberancias carnosas largas (papilas) con ventosas sin dientes en la parte distal. [23] Los tentáculos son grueso y largo, que se extiende la longitud del manto cuando se retrae. Ellos se comprimen ligeramente lateralmente. [27] Una cresta prominente (una quilla) está presente en la superficie exterior de cada uno de los clubes de tentáculos (la punta ancha de los tentáculos). Hay cuatro filas de ventosas en la manus (parte proximal del club) y el dáctilo (parte distal del club). Los retoños más grandes en el centro de la manus tienen de 17 a 18 dientes muy espaciados. [23]
Coloración
Un calamar arrecife bigfin desde el parque nacional de Komodo que muestra irisaciones vívida. A menudo se sienten atraídos por las luces de los buceadores en la noche.
Grandes cromatóforos densamente cubren las superficies superiores de la cabeza, manto y brazos. Se distribuyen más escasamente en la parte ventral. [26] [27] Las aletas no poseen cromatóforos en la parte inferior. [22] especímenes vivos varían en color desde el blanco cremoso translúcido a través pálido amarillo al rosa marrón y marrón violeta. [22 ] [26] [27]
Al igual que algunos otros cefalópodos, los calamares arrecifes Bigfin son capaces de metachrosis - cambiando rápidamente coloración corporal y los patrones a través del control voluntario de los cromatóforos [24] [28] También poseen iridophores (sobre todo en la cabeza), una forma de coloración estructural que produce iridiscente. verdes metálicos y de color rojo cuando está iluminado. [29] También son, posiblemente, una de las dos especies de calamar con leucoforos. Leucoforos son una coloración estructural de tipo reflector que refleja la luz ambiental, de tal manera que son de color blanco en la luz blanca, verde en luz verde, y así sucesivamente. [30] calamares arrecifes Bigfin son notables por tener la capacidad de producir patrones corporales complejas a partir de la momento en que nacen. En comparación, otras especies loligínido no producen patrones corporales complejas en menos de cuatro meses de edad. Los patrones producidos por calamares arrecifes Bigfin, sin embargo, son menos diversos que los de los calamares de arrecifes del Caribe. [31]
Calamares arrecifes Bigfin no poseen fotóforos, y por lo tanto no son verdaderamente bioluminiscente. [26]
El dimorfismo sexual
A menudo es difícil distinguir entre superficialmente calamares arrecifes Bigfin masculinos y femeninos. Algunos autores dicen que las hembras son generalmente más pequeñas que los machos, [19] pero esta distinción no se observa en otros estudios. [28] Un examen más detallado de los ejemplares sexualmente maduros, sin embargo, se suele distinguir machos de las hembras por la presencia de la hectocótilo en el cuarto brazo izquierdo en los machos, y las glándulas nidamentales y los ovarios pálidos dentro del manto en las mujeres. [25] Los machos también muestran supuestamente un patrón más conspicuo de rayas transversales en su lado dorsal. [27]

## Ecología

### Distribución y hábitat
Un calamar arrecife bigfin entre los corales en el Mar Rojo de Egipto
El calamar arrecife bigfin es un cálido calamares que viven en el agua nerítica. [25] Ellos se encuentran generalmente de 0 a 100 m (0 a 328 pies) por debajo de la superficie del agua. [23] Ellos tienden a permanecer cerca de la costa, cerca de las rocas y arrecifes. [31] [32] Son ligeramente más activa durante la noche y se trasladarán a aguas más profundas o encontrar la cubierta durante el día. Un gran número de jóvenes a menudo se pueden encontrar escondido debajo de trozos de madera flotante. [11]
El calamar arrecife bigfin es la especie más extendida en el género Sepioteuthis. Se encuentra en las regiones templadas y tropicales del Océano Índico y el Océano Pacífico occidental. [1] [25] Su área de distribución original se extiende al este de las islas de Hawái, al oeste con el Mar Rojo, al norte de Japón, y el sur de Australia y Nueva Zelanda (42 ° N y 42 ° S y 32 ° E a 154 ° W). [1] La gama también se ha ampliado para incluir partes del mar Mediterráneo. En 2002, los calamares arrecifes Bigfin primero fueron documentados en el Golfo de İskenderun del sudeste del Mar Mediterráneo. Es posible que ya han existido en las poblaciones importantes de la zona, ya que han adquirido un nombre común entre los pescadores del mar Egeo - σουπιοκαλάμαρο (soupiocalamaro, literalmente "calamar sepia como"). Es un migrante lessepsiana, alcanzando el mar Mediterráneo a través del Canal de Suez. [22]
La dieta y los depredadores
El calamar arrecife bigfin come una variedad de diferentes organismos marinos. Su presa principal son generalmente gambas y otros crustáceos y peces. Se observaron [33] ejemplares en cautiverio para consumir un pescado cada 2 a 25 horas. [28]
Calamares arrecifes Bigfin están, a su vez, presa de atún, marlin, pez espada y otros peces depredadores y peces de fondo. [34] [35]
Los parásitos
Calamares arrecifes Bigfin sirven como anfitriones al copépodo ectoparásito Doridicola similis y el gusano-como dicyemid endoparásitos Dicyema koshidai y Dicyema orientale. [36]

### Biología y comportamiento
Una escuela de calamares arrecifes Bigfin de la isla de Reunión, en la costa oriental de Madagascar
La escolarización calamares arrecifes Bigfin de la Suma Aqualife Park, Kobe, Japón
Calamares arrecifes Bigfin están estrechamente relacionados con el calamar arrecife del Caribe (Sepioteuthis sepioidea), una especie conocida por sus complejas interacciones sociales. Al igual que los calamares de arrecifes del Caribe, calamares arrecifes Bigfin también exhiben las pantallas de apareamiento elaborados. [24]
Calamares arrecifes Bigfin también exhiben ambos comportamientos escolares y cardúmenes. Muy pequeños calamares arrecifes Bigfin también se quedarán muy juntos (shoaling), pero no nadar juntos paralelos entre sí (escolaridad). A diferencia de la mayoría de las otras especies de calamar, calamares arrecifes Bigfin rara vez son caníbales. Shoals pueden incluir animales de diferentes tamaños sin la amenaza de los miembros más grandes que atacan y consumen los miembros más pequeños. Ya sea calamares arrecifes Bigfin reconocen entre sí de forma individual sigue siendo desconocido. [28]

### Fototaxis
Exhiben fuerte comportamiento fototácticas positivo (atracción a la luz) y se moverán fácilmente dentro de una cierta distancia de una fuente de luz. Los estudios han propuesto que esto podría ser un comportamiento de estímulo involuntario, como los calamares se detienen de inmediato el resto de los movimientos una vez a la fuente de luz está encendida. El color de la luz no importa, pero se ha demostrado que reaccionan con más fuerza a luces bajo el agua entre las intensidades de 1,5 a 2,5 lx, con rangos de pico de 2,5 a 10,0 lx. [37]
Audición
Se estudiaron los calamares arrecifes Bigfin y el pulpo común (Octopus vulgaris) para resolver un debate secular sobre si cefalópodos pueden oír. A diferencia de los peces, cefalópodos no poseen vejiga natatoria llenos de aire, lo que podría amplificar las ondas sonoras que viajan en el agua. [38] Los resultados fueron publicados en 2009. Se demostró que los calamares arrecifes Bigfin y pulpos utilizan sus estatocistos de vibraciones de detección, un órgano principalmente utilizado para el mantenimiento de la orientación espacial. Los pulpos comunes pueden oír sonidos entre 400 Hz y 1000 Hz. Calamares arrecifes Bigfin tienen un poco mejor rango de audición de 400 Hz a 1.500 Hz. Tanto oír mejor a una frecuencia de 600 Hz. Relativamente, su audición es comparable a gambas y algunos otros invertebrados, pero es menos sensible que el de la mayoría de los peces. [39]
La diferencia en la audiencia va para el pulpo y calamares arrecifes Bigfin pueden explicarse por la diferencia en sus hábitats. El pulpo es demersales (bottom-vivienda) con excelentes capacidades de camuflaje. Bigfin calamares arrecifes, por otro lado, son por lo general en aguas abiertas con escondrijos limitados. Audiencia lo tanto, sería más importante para los calamares para escapar de los depredadores. La capacidad de escuchar es particularmente relevante para evitar a los depredadores mamíferos del suborden Odontoceti (particularmente los delfines), que utilizan la ecolocalización para encontrar presas. [38] [39]

### Conducta de apareamiento
Exhiben dos patrones más comunes del cuerpo social y comportamientos posturas relacionadas con el apareamiento. [28]
El primero es apodado "gónadas acentuados", en los que a veces se aumentará la visibilidad de sus gónadas, mientras que la reducción del resto de su coloración cuerpo. Esto hace que sus órganos reproductivos aparecen de color blanco brillante a través del manto transparente. Puede indicar la condición reproductiva de los calamares de señalización. [28]
Otro comportamiento común, visto sobre todo en los machos, es apodado "extender los brazos", en el que el calamar se inclinará ligeramente su cuerpo hacia adelante, la cabeza hacia abajo y los brazos extendió ampliamente y levantó arriba. El manto se oscurece. Este comportamiento se presenta principalmente cuando los calamares están persiguiendo o después de otro individuo. Se cree que es una señal de excitación de reproducción o de agresión, similar a la "pantalla de cebra" comportamiento de Sepioteuthis sepioidea, la "pantalla de cebra intensa" comportamiento de Sepia officinalis, y el "display lateral" de Loligo plei. Las mujeres también se utilizan a veces esta pantalla para rechazar el cortejo los machos. [28]
Existen tres comportamientos de cortejo conocidos en calamares arrecifes Bigfin, apodados apareamiento "macho-vuelta hacia arriba", "macho-paralelo" de apareamiento, y el apareamiento "cabeza a cabeza". [40] la inserción real en cada posición dura sólo unos pocos segundos. [28] [40]
"Macho-vuelta hacia arriba" de apareamiento implica volver rápido y vuelta nadando por el macho corteja al lado de una mujer más lenta de la natación. El macho y luego la vuelta sobre lo que él está nadando boca abajo y rápidamente lanzarse hacia adelante hacia la hembra. Se expulsará rápidamente varios espermatóforos de su embudo en su hectocótilo y tratar de depositarlos en la boca del embudo de la hembra, a continuación chorro lejos de la hembra. [28] de apareamiento "Cabeza a cabeza" es considerado como una variación de esta táctica. [40]
"Macho-paralelo" apareamiento implica la parte de natación masculina y femenina al lado del otro. El macho luego subir uno o dos de su par de brazos que hacia arriba y girar hacia adelante y atrás. Se mueve por debajo de la hembra y agarra el cuello de la mujer con los brazos. A diferencia de los comportamientos anteriores, en esta posición el macho realidad inserta su hectoctylus en la cavidad del manto de la hembra, adjuntando los espermatóforos derecho en la apertura del oviducto en lugar de por la boca. Posiblemente por esta razón, es generalmente más éxito en la fertilización de la femenina que otros comportamientos de apareamiento. [40]
Además de lo anterior, los machos a menudo se involucrarán en el comportamiento "a escondidas". En este escenario, un macho pequeño adjuntará espermatóforos a área de la boca de la hembra mientras que ella está siendo cortejada por un macho mayor con el comportamiento "masculino-vuelta hacia arriba". Aun cuando tiene éxito, el macho con esta estrategia suele ahuyentarse por el macho más grande después. [40]
Los espermatóforos generalmente permanecen incrustados cerca de la boca de la hembra. El apareamiento ocurre generalmente mucho antes de desove, pero también puede ocurrir en las zonas de desove mismos. En esos casos, el macho permanece cerca del lado de la hembra como ella pone huevos. [28]
Al macho se ha observado en exhibir comportamientos de apareamiento con otros machos. Algunos se han encontrado con numerosos espermatóforos incrustados en sus embudos boca. [19] [28] Desde calamares arrecifes Bigfin distinguen el sexo por señales visuales, esto puede ser una forma de engaño. Los machos más pequeños (llamados "imita femeninas" o "hombres de zapatillas") podrían haber asumido patrón del cuerpo típico de las mujeres con el fin de engañar a los machos más grandes. Creyendo que son hembras, entonces pierden sus espermatóforos en ellos. [41] Este comportamiento también se ha observado en otros cefalópodos. [19]
Ciclo de la reproducción y la vida
Hebras de huevo de calamares arrecifes Bigfin
La principal temporada de desove de calamares arrecifes Bigfin por lo general comienza en mayo, pero pone huevos todos redondos y desove estaciones del año pueden variar según la ubicación. [25] [33] [42] [43] Una sola hembra puede desovar más de una vez en su curso de la vida. [19] Las hembras pueden liberar de 20 a 1.180 huevos por persona y morirán poco después. [19] [25]
Las hembras desovan pasando huevos de sus oviductos. Estos huevos son luego recubiertos de sustancias gelatinosas de las glándulas nidamentales y glándulas del oviducto, formando un huevo "cápsula". Las cápsulas de huevos de los calamares arrecifes Bigfin contienen dos a nueve huevos cada una. [44] Estos se establecen en hebras rectas individuales en las rocas, corales, plantas acuáticas, ramas sumergidas y otras superficies. [20] [45] En este punto, la los huevos son 3 mm (0,12 in) de diámetro y las cápsulas de huevos unos 58,2 mm (2,29 in) de largo y 12,6 mm (0,50 in) de ancho, en promedio. [46]
Un pequeño (posiblemente subadulto) calamar arrecife bigfin de Timor Oriental
Las cápsulas se incuban durante aproximadamente 3 semanas, dependiendo de la temperatura. En más cálido Indonesia, el período de incubación fue grabado para ser sólo el 15 a 16 días, mientras que en Tailandia se tarda alrededor de 20 a 22 días. Ellos se agrandan paulatinamente mediante la absorción de agua, llegando a alrededor de 82,4 mm (3,24 pulgadas) de longitud y 14,6 mm (0,57 pulgadas) de ancho. Los huevos no fecundados permanecen de color blanco lechoso y no desarrollan más. Huevos fecundados se someten a la división celular alcanzando un diámetro de 16 mm (0,63 pulgadas) con el embrión en desarrollo a los 11 mm (0.43 in) el día antes de la eclosión. Al nacer, el paralarvas son 6 mm (0,24 pulgadas) de longitud del manto (excluidos los tentáculos), con aletas en pleno funcionamiento y sacos de tinta. [46] Se parecen adultos en miniatura y ya son buenos nadadores. [33] Ellos exhiben comportamiento escolarización dos semanas después de la eclosión. [31]
Las crías suelen ser caníbales. Esto se considera como la principal causa de muerte en los calamares jóvenes, sobre todo en poblaciones densas. [19] Sin embargo, el canibalismo suele ocurrir sólo cuando las personas comen ya se debilitaron significativamente o muerto, por lo que la causa real de la muerte pudo haber sido otra cosa. [ 31] Los subadultos son generalmente reconocibles por su tamaño, que van de 20 a 60 mm (0,79 a 2,36 pulgadas) de longitud. [33] Ellos alcanzan la madurez sexual a menos de 210 días en la naturaleza. Los machos alcanzan la madurez sexual antes que las hembras. En las poblaciones en cautividad, los machos maduran 140 días después de la eclosión en la mayoría. Las hembras comenzarán desove en alrededor de 156 a 196 días después de la eclosión. Tanto macho como hembra maduran antes en cautiverio que en su hábitat natural. La temperatura del agua puede desempeñar un papel importante en la maduración sexual temprana de especímenes en cautividad. Las altas temperaturas pueden inducir esperanzas de vida más cortos y tamaños corporales más pequeñas, mientras que las temperaturas más frías favorecen vidas más largas y especímenes mayores. [19] [47]
Tienen una de las tasas de crecimiento más rápido para grabar cualquier gran invertebrado marino. Pueden alcanzar 600 g (1,3 libras) en sólo cuatro meses. [48] Sin embargo, el tamaño puede no suele correlacionarse con fiabilidad con la edad, como las variaciones de tamaño del cuerpo dentro de una generación es bastante común. [19] En cautiverio, tienen una vida útil de 161 a 315 días para los dos sexos. [19] [28]

## Importancia económica

### Pesca comercial y consumo humano
Son una de las especies de calamar más comercialmente importantes, [49] y son ampliamente consumidos como alimento humano. Por lo general, se encuentran atrapados en grandes cantidades por la pesca de arrastre, cerco o trampas de red fija. [23] En la pesca en pequeña escala, son atrapados por jigging, drive-in redes, arpones-honda impulsado, o con macetas de calamar. [50 ] [51]
Las operaciones de pesca de calamares arrecifes Bigfin (particularmente en jigging) se realizan generalmente en la noche y utilizar las luces brillantes, aprovechando su atracción hacia la iluminación. [37] [52] [53] Son especialmente abundantes durante la luna llena y en tiempo brumoso. Las poblaciones de calamares arrecifes Bigfin no son estacionales, y pueden ser pescadas durante todo el año. [50] También se utilizan como cebo peces en el gancho y la pesca con caña. [20]
Debido a su rápida tasa de crecimiento, vida corta, y la tolerancia a la manipulación y el cautiverio, calamares arrecifes Bigfin son considerados como una de las especies más prometedoras para la maricultura. Aunque ha habido varios estudios sobre esto, no ha habido culturas a escala comercial reportados, a partir de 2011. [42] [48]
La investigación biomédica
El calamar arrecife bigfin es la primera especie de calamar a se han cultivado durante más de una generación. Es notable por su capacidad de adaptarse fácilmente para ser confinado en tanques, [31] [54] y es una de las pocas especies de calamar de la cual toda la duración de la vida se ha observado en condiciones de laboratorio. [47]
Calamares arrecifes Bigfin también son fuentes valiosas para los axones gigantes del calamar utilizados en la investigación en neurociencia y la fisiología. A diferencia de los axones de otros animales, los axones de calamar son muy grandes. Aquellos de calamares arrecifes Bigfin pueden variar en diámetro desde 350 a 560 micras (en contraste con la típica 1 m para los seres humanos). [31] [55] En la vida, estos axones gigantes son utilizados por los calamares para coordinar de escape chorro de comportamiento, lo que permite el calamar se contraiga sus músculos en una fracción de segundos directamente desde el cerebro. [56]
Calentamiento global
Calamares arrecifes Bigfin adaptarse a temperaturas más cálidas poniendo más huevos, por lo que una buena especie indicadora para el cambio climático. [47] [57] En conjunto con sus altas tasas de crecimiento y las esperanzas de vida cortas, arrecifes bigfin poblaciones de calamar puede aumentar dramáticamente en respuesta a lo global calentamiento. La pesca excesiva también puede jugar un papel importante. En el Golfo de Tailandia, la industria pesquera se ha visto obligado a adaptarse a la gran cantidad de calamares arrecifes Bigfin ahora presentes en la zona, que se cree que es el resultado de la sobrepesca de depredadores naturales del calamar. El científico australiano George Jackson los describe como "la mala hierba del mar." [34]
Las aguas más cálidas también pueden acelerar la expansión del calamar en áreas en las cuales no haya sido previamente nativo. Su reciente descubrimiento como un migrante lessepsiana en el Mar Mediterráneo puede ser un ejemplo. [35] [58]......